# Casa de la Responsabilitat

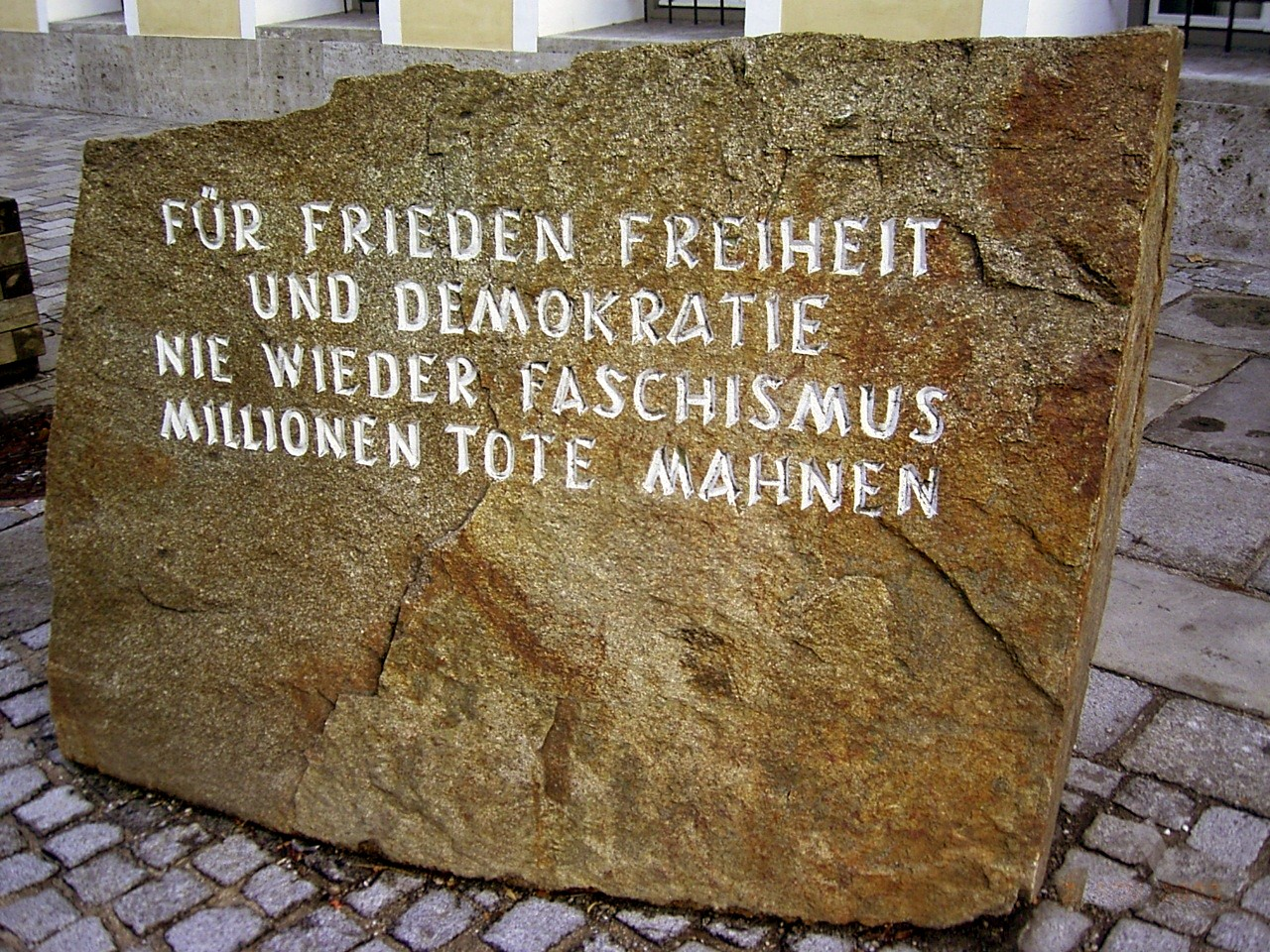
Bloc de granit a l'exterior de l'edifici amb la inscripció: "Per la pau, la llibertat i la democràcia. Mai més feixisme. Milions de morts ho recorden".

La Casa de la Responsabilitat és una iniciativa impulsada per Andreas Maislinger en 2000 que promou trobades internacionals de joves a la casa on va néixer Adolf Hitler, a Braunau am Inn.
L'edifici fou comprat pel Partit Nacionalsocialista Alemany dels Treballadors (NSDAP) el 1938, convertint-lo en centre cultural i biblioteca popular. Després de la Segona Guerra mundial ha allotjat un hostal, una fàbrica de cervesa i una casa taller per a persones amb discapacitat, i El 2016 fou expropiat pel govern austríac per reconvertir-lo en una comissaria de policia. Com que des de l'època del Tercer Reich la ciutat va ser un lloc de peregrinació de militants neonazis, la Casa de la Responsabilitat va néixer amb el propòsit de canviar aquesta dinàmica negativa.

## Antecedents conceptuals
El lloc de naixement d'Adolf Hitler és un lloc de significat simbòlic, un símbol del naixement de l'Holocaust, per a alguns un símbol del naixement del mal. El repte que es planteja és com commemorar un lloc que només és un símbol.
La Casa de la Responsabilitat tracta de la creació d'un altre símbol, d'un contra-símbol amb el sentit contrari al que significa el naixement d'Adolf Hitler. La Casa de la Responsabilitat pretén i preveu convertir el símbol del naixement de l'Holocaust en un símbol de responsabilitat, aprenentatge, pau i creativitat alhora que converteix la ciutat de Braunau am Inn en una ciutat que representi els mateixos valors.
La Casa de la Responsabilitat es basaria en la infraestructura i la comunitat del Servei Austríac a l'Exterior i les seves organitzacions associades a tot el món.

## Orígens: Braunau posa un senyal
Després que el FPÖ (Partit Austríac de la Llibertat) participés al govern de Jörg Haider a principis de 2000, el Braunauer Rundschau ('revisió Braunau') va començar a recollir signatures sota el lema Braunau setzt ein Zeichen" ('Braunau posa un senya'l). Andreas Maislinger, historiador austríac i fundador de les Jornades d'Història Contemporània de Gedenkdienst i Braunau, va reaccionar a la convocatòria i va suggerir la creació d'una Casa de la Responsabilitat a la casa on va néixer Adolf Hitler.

## Passat – Present – Futur

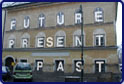
Concepte HRB

La revisió Braunau va presentar la idea d'Andreas Maislinger el 4 de maig de 2000:
| « | Els voluntaris de tots els països, els Zivildieners austríacs i els antics servidors austríacs a l'estranger haurien de treballar i viure junts a la casa. Per això hauria de tenir lloc un intercanvi constant d'idees. La 'Casa de la Responsabilitat' hauria de ser una cosa totalment nova, dividida en tres pisos, on s'hauria de fer 'l'herència no desitjada' i la reforma del fons de la NS al primer pis. La segona planta estarà dedicada al present, i s'oferirà ajuda concreta per a les persones, per exemple, a través del Servei Social Austríac i també de projectes de drets humans i del tercer món. A la tercera planta s'han d'elaborar idees per a un futur més tranquil. | » |

La base filosòfica d'aquest projecte és el llibre 'Das Prinzip Verantwortung' (El concepte de responsabilitat) escrit per Hans Jonas l'any 1979.

## Realització
El projecte no es va poder realitzar els anys següents però la idea d'assumir-se la responsabilitat va romandre. L'any 2005 el propietari d'una casa propera a on va néixer Hitler va oferir la seva casa per al projecte. L'any 2002 membres del Gedenkdienst van recordar els Justos austríacs entre les nacions davant de la casa natal de Hitler. L'octubre de 2009, l'alcalde Gerhard Skiba va argumentar per primera vegada a favor d'una Casa de la Pau o Casa de la responsabilitat a la casa natal de Hitler al diari Kurier d'Àustria.
Durant el primer semestre de 2014, l'HRB va obtenir un suport creixent per part del públic i d'organitzacions internacionals reconegudes com la Lliga Antidifamació de Nova York, el Centre Jueu d'Auschwitz a Oswiecim, el Centre Europeu de Drets dels Gitanos i la Zona de Seguretat Internacional John Rabe i Memorial Hall a Nanjing.
El 2 de juny de 2020, el ministre d'Interior austríac va anunciar plans perquè la policia austríaca es traslladés al lloc de naixement d'Adolf Hitler. El Servei Austríac a l'Exterior s'oposa a aquesta decisió i fa pressió en contra.